# Две девушки с красными звёздами
«Две девушки с красными звёздами» (французское название: «Дуэль на водке») — немецко-французский шпионский сатирический фильм 1966 года, эпохи Холодной войны о конференции по разоружению в ООН в Женеве, режиссёр Самми Дрехсель, по одноимённому роману Питера Нордена.

## Сюжет
В 1965 году в разгар Холодной войны проходит конференция ООН по разоружению мировых держав. В то же время слух о чудо-оружии американцев циркулирует в международных разведывательных кругах. Чтобы узнать больше о планах американских военных, к делу привлечены русские агенты — два очаровательных советских офицера — полковник Ольга Николаевна и майор Анна Петровна. Смелость, обаяние и немного флирта — и им удастся обвести вокруг пальца американских делегатов… но вдруг всё идет не так, как планировалось — американский коллега и противник Дэйв О’Коннор оказывается знаком с Ольгой Николаевной — у них была любовь в 1945-м в Германии, когда окончилась война и страны были союзниками… возникает идиллия, которую их делегации в ООН очень плохо себе представляют в период Холодной войны, кроме того, если тайна отношений Ольги и Дэйва станет известна, то разразится дипломатический скандал, и жёлтая пресса и международная дипломатия поставят под угрозу мир посильнее любого секретного оружия.
Путь к любви проходит на запутанных тропах в посольствах США и СССР в Вене, Нью-Йорке, Москве и Женеве, на которых бродят множество политиков, дипломатов и шпионов, через овраги двойных агентов и предателей, сквозь сети замаскированной под бордель секретной службы «Бридж-клуб Женева», работающей на таинственного Мистера-Икс, служащего одновременно обеим сверхдержавам.
Кульминацией становится проведённый в дипломатическом закулисье между Ольгой Николаевной и Дэйвом О’Коннором поединок на… водке.

## В ролях
- Лилли Палмер — Ольга Николаевна, глава советской делегации, полковник
- Курд Юргенс — Дэйв О’Коннор, глава американской делегации
- Паскаль Пети — Анна Петровна, майор
- Курт Майзель — Саппаров
- Станислав Лединек — Попович
- Даниэль Желен — Баллард
- Гельмут Ланг — Миллер
- Энтони Стил — Михаил Астор
- Эдуард Штафьяник — Колчев

В фильме приняла участие труппа кабаре Мюнхенской ассоциации смеха и съёмок, исполнившая роль сотрудников секретной организации «Бридж-клуб Женева».
Закадровый текст читает Фридрих Шёнфельдер.

## Критика
Умственная забава времен «холодной войны» с большой порцией юмора, волнения и эротики.— Cinefacts

Забавная сатира на конфликт Восток-Запад при участии Мюнхенского общества смеха и съёмок.— Энциклопедия фильмов Хейна, 1996

Сатирически и игриво о гонке вооружений сверхдержав. Местами изобретательный фильм-дебют комедианта Самми Дрехселя с участием Мюнхенской ассоциации смеха и съёмок.— Lexikon des internationalen Films